# ويليام برايس (لاعب كرة طائرة)
ويليام برايس (بالإنجليزية: William Price)‏ (7 أكتوبر 1989 في الولايات المتحدة - ) هو لاعب كرة طائرة الولايات المتحدة في مركز ضارب خارجي ‏. لعب مع İstanbul Büyükşehir Belediyespor (men's volleyball) ‏.

## وصلات خارجية
- ويليام برايس على موقع الاتحاد الأوروبي (الإنجليزية)
- ويليام برايس على موقع Ligue Nationale de Volley (الفرنسية)